# Seuratidae
Seuratidae  (лат.) — семейство паразитических нематод из отряда Spirurida (Ascaridina). Заражают земноводных, пресмыкающихся, птиц, млекопитающих, некоторых насекомых. Вид Rabbium paradoxus паразитирует на муравьях кампонотусах Camponotus castaneus.

## Систематика
Около 50 видов, 13 родов и 3 подсемейства. Род Skrjabinura Gnedina, 1933 (паразиты птиц) ранее выделялся в отдельное семейство Skrjabinuridae Gnedina, 1933.
- Echinonematinae Inglis, 1967
  - Inglechina Chabaud, Seureau, Beveridge, Bain & Durette-Desset, 1980
  - Linstowinema Smales, 1997 (=Echinonema Linstow, 1898; nomen nova; praeocc. Carter 1881 in Porifera)
  - Seurechina Chabaud, Seureau, Beveridge, Bain & Durette-Desset, 1980

- Seuratinae Hall, 1916
  - Bainechina Smales, 1999
  - Chabaudechina Smales, 1999
  - Durettechina Smales, 2000
  - Luzonema Rodrigues, Varela, Rodrigues & Cristofaro, 1973
  - Monovaria Khera, 1953
  - Seuratum Hall, 1916
  - Skrjabinura Gnedina, 1933 (=Limonnema Guerrero, 1971; =Seuratinema Johnston & Mawson, 1941)

- Skrjabinelaziinae Chabaud, Campana & Brygoo, 1959
  - Rabbium Chitwood, 1960
    - Rabbium paradoxus Poinar, Chabaud & Bain, 1989[5]

  - Skrjabinelazia Sypliaxov, 1930 (=Salobrella Freitas, 1940)